# Achard de Saint-Victor
Pour les articles homonymes, voir Achard.
Achard de Saint-Victor, né vers 1100, mort en 1171, est chanoine régulier et un ancien abbé de Saint-Victor de Paris, devenu ensuite évêque d'Avranches de 1161 à 1171. Son œuvre théologique, reconnue à son époque, est longtemps restée manuscrite et n'est traduite que depuis peu. Il est considéré saint par l'Église catholique et fêté le 29 avril. 

## Biographie

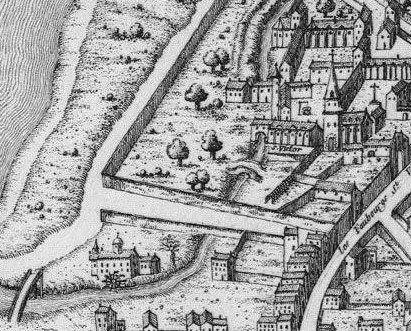
Abbaye Saint-Victor de Paris, gravure de 1550.

Né vers le commencement du XIIe siècle, on ne sait dire s'il est natif d'Angleterre ou de Normandie, compte tenu des diverses hypothèses sur le début de sa vie. Ceux qui en font un Normand estiment qu'il appartenait à un noble lignage du Passais (actuel département de l'Orne) ; ceux qui le disent Anglais s'appuient sur le fait qu'il aurait été prieur d'un prieuré anglais. Ce prieuré était celui de Bridlington, dans le Yorkshire.  
Le bienheureux Achard devint chanoine régulier de Saint-Augustin, à l'abbaye de Saint-Victor-lez-Paris (où se trouve aujourd'hui l'Université de Jussieu), après y avoir fait ses études. À la mort de l'abbé Gilduin de Saint-Victor en 1155, Achard fut choisi comme successeur par le chapitre canonial.
En 1157, le chapitre cathédrale de Séez le choisit comme successeur de l'évêque Gérard II - choix confirmé par le pape Adrien IV, mais le roi Henri II Plantagenêt, duc de Normandie, préféra lui substituer son chapelain Froger († 1184). Achard garda tout de même de bonne relation avec la cour de Henri II et ce dernier ne mit aucune opposition à son élection au siège d'Avranches en 1161, et continua de lui donner des marques particulières d'estime, le choisissant dès cette même année pour parrain de sa fille Aliénor (1161-1214), future reine de Castille. Cette nomination ne fut pas du goût du roi Louis VII, qui voyait l'un des esprits les plus brillants de Paris passer en terrain anglo-normand.
L'épiscopat d'Achard fut marqué par sa présence à Londres en 1163 lors de la translation du corps de saint Édouard le Confesseur à l'abbaye de Westminster.
En 1164, il approuva la fondation par Hasculphe de Subligny de l'abbaye Sainte-Trinité de la Lucerne, qu'il confia à des chanoines prémontrés venus de l'abbaye de Dommartin. Il avait projeté d'y être enterré. Il se lia en outre avec saint Thomas Becket († 1170) et c'est au pied de la cathédrale Saint-André d'Avranches que le roi Henri II reçut à genoux, des légats du pape, l'absolution apostolique,
le dimanche 22 mai 1172, pour le meurtre de Thomas Becket.
Mais entre-temps, Achard avait remis son âme en 1171 et fut inhumé dans l'abbatiale de la Lucerne en pleine construction (elle ne fut terminée qu'en 1178), avec pour seule épitaphe : « Hic jacet Achardus episcopus cujus caritate divitata est paupertas nostra » (ci-gît Achard, évêque d'Avranches, dont la charité a enrichi notre pauvreté). Il est fêté le 29 avril principalement dans le diocèse de Coutances-et-Avranches, et plus particulièrement encore à l'abbaye de la Lucerne, où sont encore ses reliques.
Ses traités doctrinaux ont été remarqués dès son époque, ainsi que ses sermons, dont beaucoup sont longtemps restés manuscrits : « Il est le seul évêque d'Avranches à avoir laissé une œuvre doctrinale importante, parvenue jusqu'à nous. Ce mystique a écrit un traité de métaphysique et un recueil de sermons. »

## Œuvres
- Traité d'abnégation de soi-même (alias Traité des déserts)
  - Manuscrit autrefois conservé à la bibliothèque des Victorins[4].
- Sermons inédits, texte latin avec introduction, notes et tables par le chanoine Jean Châtillon, Paris, Vrin, 1970, 328 p. ;
- L'Unité de Dieu et la pluralité des créatures, texte latin (De unitate Dei et pluralitate creaturarum, connu sous le nom aussi de De Trinitate), établi, traduit et présenté par Emmanuel Martineau, Saint-Lambert-des-Bois, éditions du Franc-dire (coll. Authentica), 1987, 297 p. Cette édition, ayant été détruite par un incendie vers 1996, a heureusement intéressé les Presses universitaires de Caen, qui en 2013 en publieront un reprint (coll. Fontes et Paginae, 304 p.).
  - Manuscrits conservés : à la Bibliothèque antonienne du couvent Saint-Antoine de Padoue, Ms. Scaff. V 89, fol. 177-188 (d'après M.-Th. d'Alverny.)
- Du discernement entre âme, spiritus et mens, texte latin (De discretione animæ, spiritui et mentis), en appendice de l'édition précédente, 1987, 10 p.
  - Manuscrits conservés : à la Bibliothèque Mazarine, Ms. latin 1002 ; à la bibl. du Corpus Christi College de Cambridge, codex 451 ; à la Bibliothèque universitaire de Cambridge, codex 1773, fol. 112v-118v, et à la Bibliothèque nationale de France, Ms. latin 14842, fol. 17-20v.
- Autres œuvres dans : Hugh B. Feiss, O.s.B., Achard of Saint-Victor. Works (coll Cistercian Studies Series, no 165), Kalamazoo (Michigan), Cistercians publications, 2001.

### Sources de l'article
- Texte de l'article paru dans : Eustache Marie Pierre Courtin, Encyclopédie moderne, ou Dictionnaire abrégé des hommes et des, vol. I, p. 103. (texte de l'article).
- Catholic encyclopedy: Achard de Saint-Victor (en Anglais), lui-même d'après Butler, Lives of the Saints, 2 May ; Stanton, Menology, Londres et New York, 1892 ; Bonnard, Histoire de l'Abbaye royale de Saint-Victor de Paris, Paris, 1907 ; Pennotto, Hist. Cleric. Canon., Rome, 1642.